# Amazonisca batesi
Amazonisca batesi är en stekelart som beskrevs av Karl-Johan Hedqvist 1959. Amazonisca batesi ingår i släktet Amazonisca och familjen puppglanssteklar.
Artens utbredningsområde är:
- Colombia.
- Peru.

Inga underarter finns listade i Catalogue of Life.